# ホールジー
アシュリー・ニコレット・フランジパーネ（Ashley Nicolette Frangipane、1994年9月29日 - ） は、ホールジー（Halsey、[ˈhɔːl.zi]） の芸名で知られるアメリカ合衆国の女性シンガーソングライター。彼女の芸名の由来は、ブルックリン区のニューヨーク市地下鉄ホールジー・ストリート駅と本名のAshleyのアナグラムである。
彼女は2014年にアストラルワークスと最初のレコード契約を結び、デビューEP「ルーム93」を発表した。2015年に、デビュースタジオ・アルバム「バッドランズ」を発表し、Billboard 200で初登場2位を記録、アメリカレコード協会（RIAA）よりプラチナ認定を受けた。2016年、ザ・チェインスモーカーズの「クローサー」に客演し、アメリカとイギリスを含むいくつかの国別チャートで首位を獲得した。2017年、2枚目のスタジオ・アルバム「ホープレス・ファウンテン・キングダム」で、初のアルバムチャート首位を獲得。2019年、韓国のBTS（防弾少年団）との楽曲「Boy With Luv（feat. Halsey）」を発表。2020年1月17日に3枚目のスタジオ・アルバム「マニック」をリリースした。自殺予防とセクハラ被害者の助けについて情熱的な代弁者である。

## 音楽性
ホールジーはエレクトロ・ポップ及びシンセポップアーティストである。成長する間、父親が好んでいたノトーリアス・B.I.G.、スリック・リック、ボーン・サグズン・ハーモニー、2パック、母親が好んでいたザ・キュアー、アラニス・モリセット、ニルヴァーナを聴いて育った。彼女はそれらの音楽が自身に影響を与えたと語っている。ホールジーはパニック!アット・ザ・ディスコを「自分の人生を変えたバンド」 、レディー・ガガが自分自身に力を与えてくれたと語る。インスタグラムでのバイオグラフィーを「the devil and God are raging inside me」と変更した後、同じ名前のアルバムを持つロングアイランドのロックバンド、ブランニューからの影響と愛好の両方を言及した。彼女のライブパフォーマンスに最も大きな影響を与えたのは、テイキング・バック・サンデイのフロントマンアダム・ラザーラである。彼女は「私が今まで見た中で最も感動的なものの1つは、（テイキング・バック・サンデイの）ライブであり、アダムがマイクを小道具として使用しているのを見て私は思った。私もそれをやろうと。」と述べている。他に影響を受けたものに、カニエ・ウェスト、ザ・ウィークエンド、エイミー・ワインハウス、ブライト・アイズ、映画監督のクエンティン・タランティーノ、ハーモニー・コリン、ラリー・クラーク。彼女は、「私が愛し尊敬するミュージシャンはたくさんいるが、私は映画に最も影響を受けていると思う」と語っている。
ニューヨーク・タイムズのジョン・カラマニカは、「ホールジーは、ロードの2010年代初頭のジャンル階層の再調整の結果として現れた、数多くの女性ポップ反乱者の1人として到着した」と述べている。

## ディスコグラフィー

### アルバム
| 年   | タイトル                           | アルバム詳細 | チャート最高位 | チャート最高位 | チャート最高位 | チャート最高位 | チャート最高位 | チャート最高位 | チャート最高位 | チャート最高位 | チャート最高位 | チャート最高位 | 認定                                                                            |
| 年   | タイトル                           | アルバム詳細 | US             | AUS            | BEL            | CAN            | GER            | IRE            | NLD            | NZ             | SWE            | UK             | 認定                                                                            |
| ---- | ---------------------------------- | --- | -------------- | -------------- | -------------- | -------------- | -------------- | -------------- | -------------- | -------------- | -------------- | -------------- | ------------------------------------------------------------------------------- |
| 2015 | Badlands                           | - 発売日: 2015年8月28日 - レーベル: Astralwerks - フォーマット: CD, LP, cassette, digital download - 全米売上: 50.4万枚 | 2              | 2              | 10             | 3              | 37             | 3              | 5              | 3              | 13             | 9              | - US: 2× プラチナ - AUS: ゴールド - CAN: プラチナ - NOR:プラチナ - UK: ゴールド |
| 2017 | Hopeless Fountain Kingdom          | - 発売日: 2017年6月2日 - レーベル: Astralwerks - フォーマット: CD, LP, digital download - 全米売上: 7.6万枚             | 1              | 2              | 14             | 1              | 27             | 7              | 15             | 6              | 27             | 12             | - US: プラチナ - UK: ゴールド - DEN: ゴールド - NOR: プラチナ - CAN: プラチナ   |
| 2020 | Manic                              | - 発売日: 2020年1月17日 - レーベル: Capitol - フォーマット: CD, LP, digital download - 全米売上: 18万枚                 | 2              | 2              | 9              | 2              | 8              | 11             | 11             | 4              | 23             | 6              | - US: プラチナ - UK: シルバー - NOR: プラチナ - CAN: 2× プラチナ - NL: ゴールド |
| 2021 | If I Can't Have Love, I Want Power | |                |                |                |                |                |                |                |                |                |                |                                                                                 |

## ツアー
ヘッドライニング
- バッドランズ・ツアー（英語版）（2015年 - 2016年）
- ホープレス・ファウンテン・キングダム・ワールド・ツアー（2017年）

共同ヘッドライニング
- ジ・アメリカン・ユース・ツアー（2015年、ヤング・ライジング・サンズ（英語版）と共同）

オープニングアクト
- イマジン・ドラゴンズ - スモーク・アンド・ミラーズ・ツアー（英語版）（2015年）
- ザ・ウィークエンド - ザ・マッドネス・フォール・ツアー（英語版）)（2015年）